# Uber Arena
De Uber Arena Berlin, voormalig Mercedes-Benz Arena Berlin, is een multifunctionele arena in de Duitse stad Berlijn. De arena werd geopend op 10 september 2008. Het gebouw is eigendom van de Anschutz Entertainment Group en heeft een capaciteit van 17.000 toeschouwers bij concerten, 14.500 toeschouwers bij basketbalwedstrijden en 14.200 toeschouwers bij ijshockeywedstrijden. Voor deze toeschouwers zijn tweeduizend parkeerplaatsen beschikbaar. De Mercedes-Benz Arena Berlin is de thuishaven van het ijshockeyteam Eisbären Berlin en de basketbalclub Alba Berlin.
De arena is onderdeel van het Mediaspree- en het Stadtumbau West-ontwikkelingsplan, wat moet zorgen voor stedelijke herontwikkeling in West-Duitse steden. Op het terrein moeten op korte termijn bioscopen, restaurants, casino's, hotels en andere faciliteiten worden gebouwd.
De naamrechten waren tot 1 juli 2015 in bezit van de mobiele telefoonprovider O2, de arena droeg toen de naam O2 World Berlin. Mercedes-Benz is vervolgens een samenwerking aangegaan, sindsdien heet de arena de Mercedes-Benz Arena Berlin.

## Optredens en andere evenementen
Naast sportwedstrijden worden er ook concerten in het gebouw gegeven. Het eerste concert werd gegeven door de Amerikaanse metalband Metallica op 12 september 2008. Sindsdien hebben Depeche Mode, Rammstein en Peter Gabriel al vier keer een concert gegeven in de arena. Leonard Cohen, Beyoncé en Mark Knopfler hebben drie concerten op hun naam staan.
In 2009 werden de MTV Europe Music Awards in de arena gehouden. Deze werden gepresenteerd door Katy Perry. Onder andere Green Day, Beyoncé, Jay-Z, de Foo Fighters, U2, Shakira, Tokio Hotel en Leona Lewis gaven een optreden tijdens dit evenement. Ook werden in 2009 de ECHO Awards uitgereikt in de O2 World Berlin. Er werden optredens gegeven door U2 en Depeche Mode.
In juni 2022 vond de finale van de Premier League of Darts plaats in de Mercedes-Benz Arena. Daarnaast vindt hier sinds 2018 jaarlijks een speelronde van dit toernooi plaats. Hiermee is dit na Ahoy in Rotterdam de tweede locatie buiten het Verenigd Koninkrijk waar de Premier League of Darts wordt gespeeld.
In september 2026 gaat hier het Wereldkampioenschap basketbal vrouwen 2026 door.